# Theodore G. Bilbo
Theodore Gilmore Bilbo, född 13 oktober 1877 i Pearl River County, Mississippi, död 21 augusti 1947 i New Orleans, Louisiana, var en amerikansk politiker känd för extrema rasistiska åsikter. Han var medlem av demokraterna och Ku Klux Klan. Han skrev den rasistiska pamflettboken Take Your Choice, Separation or Mongrelization (1946) som utgavs av förlaget Dream House Publishing Company. Han var guvernör i Mississippi 1916–1920 och 1928–1932. Han representererade Mississippi i USA:s senat från 1935 fram till sin död.

## Biografi

### Tidiga år
Bilbo växte upp i ett fattigt hem i den lilla byn Juniper Grove i Pearl River County. Han studerade vid Peabody College och Vanderbilt University utan att avlägga en akademisk examen.
Han gjorde en lång och skandalomsusad politisk karriär i Mississippi. Han var ledamot av delstatens senat 1908-1912. Han var redan 1910 inblandad i en mutskandal. Mississippis senat godkände en resolution om att Bilbo inte var värd att delta i det legislativa arbetet med ärliga män (unfit to sit with honest, upright men in a legislative body). Som viceguvernör 1912-1916 hade Bilbo sedan tillfälle att få resolutionen struken från handlingarna. Han var James K. Vardamans kampanjchef i senatsvalet 1912.

### Guvernör Bilbo
Bilbo vann guvernörsvalet 1915. Han satsade bland annat på olika byggnads- och vägbyggeprojekt och kallades "Bilbo the Builder". Han efterträddes 1920 av viceguvernören Lee M. Russell. Efter guvernörstiden uppdagades en ny skandal. Under Bilbos guvernörstid hade guvernören försökt att övertala Russells sekreterare, som väntade Russells barn och genomgick en abort, att inte stämma Russell för vad som hade hänt. Dessutom som följd av den otrygga aborten hade sekreteraren förlorat förmågan att få barn. Bilbo fick avtjäna tio dagar i fängelse av det trettio dagar långa fängelsestraff han fick som följd av skandalen.
Bilbo besegrade ämbetsinnehavaren Dennis Murphree i demokraternas primärval inför guvernörsvalet 1927. Han kritiserade Murphree för att ha förhindrat en lynchning med hjälp av nationalgardet. Enligt Bilbo hade svarta inte rätt till lagens skydd. Bilbo vann guvernörsvalet och tillträdde på nytt som guvernör i januari 1928. Han ville flytta University of Mississippi från Oxford till Jackson men lyckades inte få igenom sin plan. Bilbo avskedade 1930 179 universitetsanställda, bland annat tre högskolerektorer. De nya rektorerna utnämnda av Bilbo hade inte någon särskilt stark akademisk bakgrund, en av dem hade kort före utnämningen avlagt sin akademiska grundexamen.

### Senator för Mississippi
Bilbo besegrade sittande senatorn Hubert D. Stephens i demokraternas primärval inför senatsvalet 1934. Han vann sedan själva senatsvalet och omvaldes 1940 och 1946, mestadels utan motkandidater. Han föreslog 1938 i senaten som tillägg till en arbetslag att den federala regeringen borde deportera tolv miljoner afroamerikaner till Liberia för att lätta på arbetslösheten i främst sydstaterna. Förslaget fick stöd av den svarte nationalisten Marcus Garvey, varm förespråkare för Back to Africa-rörelsen, som hävdade att Bilbo "gjort utmärkta insatser för negrerna", men gick inte igenom. Han hyllade nazisternas rasläror i ett tal inför senaten.
Bilbo medgav 1946 öppet att han var medlem av Ku Klux Klan. Han hade redan 1939 avslöjats som medlem av den rasistiska organisationen och i radiointervjun 1946 förklarade han att Ku Klux Klan enligt honom inte är en organisation som man lämnar: "Once a Ku Kluxer, always a Ku Kluxer". ("En gång ku kluxare, alltid ku kluxare"). Kort före sin död hävdade han emellertid att han, emedan fast övertygad om att polariseringen mellan svarta och vita amerikaner var nödvändig, inte såg afroamerikaner som underlägsna och att han stödde deras kamp för likaberättigande med orden "De borde vara stolta över sitt förflutna, som jag är stolt över mitt." En bronsstaty av Bilbo har senare något komiskt använts som klädhängare i ett rum som ofta används av kongressens Black Caucus, en förening av kongressledamöter som endast tillåter svarta medlemmar.
Namnet "Bilbo" kom att uppfattas som en rasistisk symbol. Bilbo kallade sig "The Man", ett smeknamn som anhängarna kom att använda, och enligt folkräkningen år 1930 fanns det 200 barn i USA som hade fått förnamnet Bilbo.

## Bilbo i populärkulturen
Bilbo förekommer i negativt ljus i filmen Tyst överenskommelse (1947), i Andrew Tibbs låt Bilbo is Dead, i Bob & Adrienne Claibornes låt Listen Mr Bilbo, i Lee Hays låt Talking Bilbo och i William Styrons roman Sophies val. Andy Duncan har skrivit novellen "Senator Bilbo" om en rasistisk hobbitpolitiker; berättelsen utspelas i J.R.R. Tolkiens fantasivärld. Theodore Bilbo var 157 cm lång.